# Arminas Lydeka
Arminas Lydeka (ur. 21 lutego 1968 w Olicie) – litewski polityk i socjolog, poseł na Sejm Republiki Litewskiej.

## Życiorys
Ukończył w 1986 szkołę średnią w Malatach. Do 1994 studiował na Uniwersytecie Moskiewskim, specjalizując się w zakresie politologii i socjologii. Kontynuował później naukę m.in. na uczelniach w Londynie i Amsterdamie.
W trakcie studiów w Moskwie pracował w ambasadzie litewskiej. Od 1994 do 2003 prowadził na Uniwersytecie Wileńskim wykłady w zakresie stosunków międzynarodowych. Zajmował się też w tym okresie działalnością doradczą m.in. w organach administracji publicznej. Jest ekspertem w zakresie protokołu dyplomatycznego i etyki służbowej, publikował prace naukowe na ten temat.
Od 1998 należał do Litewskiego Związku Liberałów. W 2000 z ramienia tego ugrupowania został wybrany do Sejmu. Był reprezentantem delegacji krajowej w Parlamencie Europejskim, a następnie formalnie od maja do lipca 2004 europosłem.
W 2003 wraz ze swoją partią przystąpił do Związku Liberałów i Centrum, z listy którego rok później odnowił mandat na kolejną kadencję. W wyborach parlamentarnych w 2008 po raz trzeci z rzędu został deputowanym (jako kandydat LiCS z okręgu większościowego). W 2010 przeszedł do frakcji Ruchu Liberalnego Republiki Litewskiej. W 2012 nie uzyskał reelekcji. Powrócił do Sejmu w 2014 w miejsce Petrasa Auštrevičiusa. W 2016 nie został ponownie wybrany. Mandat poselski uzyskiwał natomiast w kolejnych wyborach w 2020 i 2024.